# Physoschistura pseudobrunneana
Physoschistura pseudobrunneana és una espècie de peix de la família dels balitòrids i de l'ordre dels cipriniformes.

## Morfologia
- Cos amb 9-14 franges.
- Els mascles poden assolir 3 cm de longitud total.
- 11-12 radis tous a l'aleta dorsal i 8 a l'anal.
- 8+8 radis ramificats a l'aleta caudal.
- Línia lateral incompleta, la qual arriba, com a màxim, fins a la meitat de la longitud de l'aleta pelviana.[3]

## Hàbitat
És un peix d'aigua dolça, demersal i de clima tropical.

## Distribució geogràfica
Es troba a Àsia: les conques dels rius Mekong i Chao Phraya a Myanmar, Laos i Tailàndia.

## Amenaces
La seua principal amenaça és la sedimentació causada per la desforestació.